# Thomas Gold (Physiker)
Thomas Gold (* 22. Mai 1920 in Wien; † 22. Juni 2004 in Ithaca, New York) war ein US-amerikanischer Astrophysiker österreichischer Herkunft, der wie Fred Hoyle durch unorthodoxe Meinungen auf den verschiedensten Gebieten bekannt wurde. Seine Arbeitsgebiete waren Astrophysik und Radioastronomie.

## Leben
Thomas Golds Vater, Max Gold, war der jüngere Bruder von Alfred Gold und Direktor der Österreichisch-Alpinen Montangesellschaft, der größten österreichischen Gesellschaft für Bergbau und Verhüttung, und seine Mutter Josefine war eine ehemalige Kinderschauspielerin. Als sich eine ökonomische Krise in der Bergbaubranche abzeichnete, wurde Max Gold zu einem Mehrheitsteilhaber einer Berliner Metallhandelsgesellschaft. Ab seinem 10. Lebensjahr lebte Thomas Gold in Berlin. Doch schon 1933 verließ seine Familie, die jüdischer Abstammung war, Deutschland und emigrierte nach England. Gold ging dagegen auf ein englisch geführtes Elite-Internat in Zuoz (Schweiz), das Lyceum Alpinum. 1939 begann er ein Studium am Trinity College der Universität Cambridge, wurde aber nach dem Ausbruch des Zweiten Weltkriegs 1940 wie fast alle deutschen und österreichischen Staatsbürger interniert. Noch in der ersten Nacht im Gefangenenlager von Bury St. Edmunds lernte er Hermann Bondi kennen, ebenso wie Gold ein aus Österreich stammender Student am Trinity College. Obwohl ihre Eltern miteinander in Wien bekannt waren, hatten sie sich noch nicht getroffen. Nach seiner 15-monatigen Internierung schloss Gold 1942 sein Studium mit einem B.A. ab.
1946 machte er seinen Master of Science mit einer Arbeit über die Mechanismen der Tonhöhen-Unterscheidung im Ohr, demnach unterscheide das Ohr und nicht das Hirn die Tonhöhen. Er nahm einen aktiven Verstärkungsmechanismus mit Oszillatoren im Ohr an, der in den 1970er Jahren durch die Messung von otoakustischen Emissionen bestätigt wurde. Mit Bondi und Fred Hoyle nahm er an dem britischen Kriegs-Programm zur Erforschung und Anwendung des Radars bei der Marine teil. 1952 kam Gold ans Royal Greenwich Observatory und wurde Assistent des Royal Astronomer. Dort arbeitete er unter anderem an der Entwicklung des Masers, einem Verstärker für Mikrowellen für den Einsatz bei Radioteleskopen. 1956 wurde er Professor für Astronomie an der Harvard University. Gleichzeitig begann seine Beratertätigkeit für die NASA. 1959 war er Chairman des Astronomie-Departments der Cornell University, wo er das „Cornell Center for Radiophysics and Space Research (CRSR)“ gründete. 20 Jahre lang bis 1981 blieb er dessen Direktor. In diese Zeit fällt auch seine Initiative für den Bau und den Einsatz des Radioteleskops in Arecibo, dem noch heute zweitgrößten Radio-Observatorium der Welt. Ab 1971 hielt er auch Vorlesungen in Cornell, wo er bis zu seiner Emeritierung 1987 blieb.
Gold war zweimal verheiratet. Mit seiner ersten Frau Merle Eleanor Tuberg hatte er drei Töchter: Lindy Bryant, Philacy Gold und Tanya Vanasse. Er überlebte seine zweite Frau Carvel (geb. Beyer) Gold, mit der er die Tochter Lauren hatte. Nach langer Herzkrankheit starb Gold im Alter von 84 Jahren.

## Forschung
Gold entwickelte 1948 zusammen mit dem Mathematiker Hermann Bondi und dem Astronomen Fred Hoyle die sogenannte Steady-State-Theorie des Universums, die im Gegensatz zur Theorie des Urknalls eine konstante durchschnittliche Dichte an Materie in einem sich ausdehnenden, aber seit unbegrenzten Zeiten existierenden Weltalls annahm, wozu sie eine ständige Neu-Erzeugung und Vernichtung von Materie postulierten. Diese Theorie wird jedoch seit Entdeckung der Hintergrundstrahlung im Jahre 1965 in Fachkreisen kaum noch behandelt.
1955 sagte Gold voraus, dass die Mondoberfläche von einer feinen pudrigen Konsistenz ist, was damals von vielen Fachleuten bezweifelt wurde, aber nach der Mondlandung Bestätigung fand. Er entwickelte ferner eine Stereokamera, welche die Astronauten mit auf den Mond nahmen.
Gold war 1968/69 der erste Physiker, der gleich nach ihrer Entdeckung hinter Pulsaren rotierende Neutronensterne vermutete, seine berühmteste Entdeckung. Zunächst lehnte jedoch eine Fachkonferenz seinen entsprechenden Vortrag als so absurd ab, dass man dies noch nicht einmal als diskussionswürdig erachtete.

## Kontroversen
Da viele seiner Thesen zunächst in der Fachwelt angefeindet wurden, entwickelte er eine kritische Haltung zum wissenschaftlichen Peer-Review-System, hinter dem er einen „Herdeninstinkt“ sah. Anstelle dessen schlug er einen „science court“ vor, der mit Wissenschaftlern aus unterschiedlichen Fachgebieten zu besetzen sei und dennoch über hinreichende Fachkenntnis verfüge, um ein fragliches Thema von verschiedenen Perspektiven her beurteilen zu können.
1960 stellte Thomas Gold die Cosmic-Garbage-Theorie (dt. kosmischer Abfall) auf. Darin ventilierte er die Möglichkeit, dass extraterrestrische Weltraumreisende die Erde vor langer Zeit besucht und mit ihren zurückgelassenen Abfällen unbeabsichtigt Leben auf die Erde gebracht haben könnten.
Seine letzten Kontroversen focht er auf geologischem Gebiet aus. Gold stellte die bis heute gängige Lehrmeinung in Frage, dass sich die Entstehung von Erdöl und Erdgas über geologische Zeiträume erstreckt und auf die Zersetzung und Umwandlung organischen Materials unter anaeroben Bedingungen zurückgeht. Stattdessen vermutete er, dass große Mengen von Kohlenwasserstoffen seit Entstehung der Erde in großen Tiefen vorhanden waren und beim Entweichen die – nach seiner Ansicht damit fast unerschöpflichen – Erdgas- und Erdöllagerstätten in der oberen Erdkruste bildeten („Deep Earth Gas Hypothesis“). Unter anderem führte er die Entstehung von Erdbeben auf aufsteigende Gase zurück. Später wandelte er seine Theorie dahingehend ab, dass die gesamte obere Erdkruste bis zirka 10 km Tiefe von Bakterien oder Archaeen besiedelt sei („deep hot biosphere“). Bei fossilen Anteilen in Öl und Gas auf der Erde handele es sich um Stoffwechselprodukte von kohlenwasserstoffverwertenden, thermophilen und druckresistenten Bakterien in der Erdkruste die bei der Erdöl- und -gasförderung durch den plötzlichen Druckabfall quasi explodieren. Seine Hypothese versuchte er 1986 bei einer Probebohrung in Schweden (im Siljansring, einem alten Meteoritenkrater) zu beweisen, die aber nicht die erforderlichen eindeutigen Nachweise liefern konnte. Seine Erdöl-Entstehungstheorie wird von der Mehrheit der westlichen Geologen nicht beachtet. Zwar steht mittlerweile außer Frage, dass es eine „tiefe Biosphäre“ gibt, jedoch gibt es keine Belege dafür, dass sie in wesentlichem Maße etwas mit der Entstehung von Erdöllagerstätten zu tun hat.

## Würdigung
Gold galt als „Ideenmaschine“, weil er immer wieder konventionelle Ansichten in völlig neuer Weise betrachtete. Er assoziiere scheinbar unvereinbare Aspekte eines Problems und mache damit das, was kreative und erfolgreiche Wissenschaftler kennzeichnet – so der Gold-Schüler Peter Goldreich (California Institute of Technology) und der amerikanische Kreativitätsforscher Dean Simonton (University of California).
Die Cornell-Universität hält jährlich eine Vorlesung mit Gastvortragenden, The Thomas Gold Lectureship Series ab.

## Ehrungen
Thomas Gold wurde mehrfach ausgezeichnet, unter anderem 1985 mit dem höchsten Preis der Royal Astronomical Society, der Goldmedaille der Royal Astronomical Society. 1969 erhielt er einen Ehrendoktor der Universität Cambridge.

## Mitgliedschaften
1964 wurde er als Mitglied („Fellow“) in die Royal Society of London gewählt. Mitglied der National Academy of Sciences (USA), Mitglied der American Academy of Arts and Sciences (1957), Mitglied der American Philosophical Society, Fellow der American Geophysical Union. Außerdem war er auch als Berater im Science Advisory Committee der US-Regierung tätig.

## Schriften (Auswahl)
- R. J. Pumphrey, Thomas Gold: Transient reception and the degree of resonance of the human ear. In: Nature. Band 160, Nr. 4056, 1947, S. 124–125, bibcode:1947Natur.160..124P, doi:10.1038/160124b0, ISSN 0028-0836.
- R. J. Pumphrey, Thomas Gold: Hearing. I. The Cochlea as a Frequency Analyzer. In: Proceedings of the Royal Society, Series B, Biological Sciences. Band 135, Nr. 881, 1948, S. 462–491, bibcode:1948RSPSB.135..462G, doi:10.1098/rspb.1948.0024, ISSN 0080-4649.
- Thomas Gold: Hearing. II. The Physical Basis of the Action of the Cochlea. In: Proceedings of the Royal Society, Series B, Biological Sciences. Band 135, Nr. 881, 1948, S. 492–498, bibcode:1948RSPSB.135..492G, doi:10.1098/rspb.1948.0025, ISSN 0080-4649.
- H. Bondi, Thomas Gold: The Steady-State Theory of the Expanding Universe. In: Monthly Notices of the Royal Astronomical Society. Band 108, 1948, S. 252–270, bibcode:1948MNRAS.108..252B, ISSN 1365-2966.
- Thomas Gold: Instability of the Earth's Axis of Rotation. In: Nature. Band 175, Nr. 4456, 1955, S. 526–529, bibcode:1955Natur.175..526G, doi:10.1038/175526a0, ISSN 0028-0836.
- Thomas Gold: Motions in the Magnetosphere of the Earth. In: Journal of Geophysical Research. Band 64, Nr. 9, 1959, S. 1219–1224, bibcode:1959JGR....64.1219G, doi:10.1029/JZ064i009p01219, ISSN 0148-0227.
- Thomas Gold, F. Hoyle: On the origin of solar flares. In: Monthly Notices of the Royal Astronomical Society. Band 120, 1960, S. 89–105, bibcode:1960MNRAS.120...89G, ISSN 1365-2966.
- Thomas Gold: The Arrow of Time. In: American Journal of Physics. Band 30, Nr. 6, 1962, S. 403–410, bibcode:1962AmJPh..30..403G, doi:10.1119/1.1942052, ISSN 0002-9505.
- Thomas Gold: Rotating neutron stars and the nature of pulsars. In: Nature. Band 221, Nr. 5175, 1969, S. 25–27, bibcode:1969Natur.221...25G, doi:10.1038/221025a0, ISSN 0028-0836.
- Thomas Gold: The Nature of the Lunar Surface: Recent Evidence. In: Proceedings of the American Philosophical Society. Band 115, Nr. 2, 1971, S. 74–82, ISSN 0003-049X, JSTOR:985848.
- Thomas Gold: Terrestrial sources of carbon and earthquake outgassing. In: Journal of Petroleum Geology. Band 1, Nr. 3, 1979, S. 3–19, doi:10.1111/j.1747-5457.1979.tb00616.x, ISSN 0141-6421.
- Thomas Gold, S. Soter: The deep earth gas hypothesis. In: Scientific American. Band 242, Nr. 6, 1980, S. 155–161, ISSN 0036-8733.
- Thomas Gold, S. Soter: Abiogenic methane and the origin of petroleum. In: Energy Exploration & Exploitation. Band 1, Nr. 2, 1982, S. 89–104, ISSN 0144-5987.
- Thomas Gold: The deep, hot biosphere. In: Proceedings of the National Academy of Sciences. Band 89, Nr. 13, 1992, S. 6045–6049, bibcode:1992PNAS...89.6045G, doi:10.1073/pnas.89.13.6045, ISSN 1091-6490. PMID 1631089.
- Thomas Gold: The Deep Hot Biosphere. Springer, New York 1999, ISBN 0-387-98546-8.